# Matheus Biteco
Matheus Bitencourt da Silva (Porto Alegre, 28 de junio de 1995-La Unión, Antioquia, 28 de noviembre de 2016) fue un futbolista brasileño. Jugaba de pivote y su último equipo fue la Associação Chapecoense de Futebol de la Serie A de Brasil. Es hermano del futbolista Guilherme Biteco.
Fue el capitán de la selección sub-20 de Brasil que se coronó campeón del Torneo internacional de COTIF en 2014.
Falleció el 28 de noviembre de 2016 en un accidente aéreo mientras viajaba con su equipo, el Chapecoense, a jugar la final de la Copa Sudamericana frente al Atlético Nacional.

## Trayectoria

### Inicios
Matheus fue captado cuando jugaba con su hermano al fútbol sala de niño, lo invitaron a probarse en las divisiones infantiles de Grêmio. Convenció al club y fue fichado junto con su hermano Guilherme Biteco. Debido a las dificultades económicas de su padre, llegó un punto en que no podía pagarle el pasaje a un familiar para que los acompañe a practicar mientras trabajaba, ya que cada día tomaban dos ómnibus para ir y otros dos para volver, por lo que decidió enseñarles a que viajasen solos, con 8 y 9 años. El empresario Assis Moreira ayudó a la familia económicamente en varias oportunidades, incluso al hermano menor de Matheus, Gabriel, le pagó la operación de amígdalas, sin pedir nada a cambio.
Fue entre los años 2012 y 2013 donde se destacó, ya que tuvo la posibilidad de mostrarse con la sub-20 del club, a pesar de tener 17 años. Además fue convocado a la selección de Brasil sub-20.
El entrenador del primer equipo, Vanderlei Luxemburgo, ascendió a Matheus a comienzos de 2013.

### Grêmio
Debutó como profesional el 31 de enero de 2013 para Grêmio en el Campeonato Gaúcho, ingresó al minuto 61, recibió una tarjeta amarilla y perdieron 4 a 0. Matheus jugó su primer partido con 17 años y 217 días.
En su segundo partido fue titular junto a su hermano Guilherme Biteco en el Estadio Olímpico Monumental ante más de 15 900 espectadores, se enfrentaron a Santa Cruz en la fecha 3 del Gaúcho y ganaron 5 a 0.
El 24 de febrero, en su tercer partido, tuvieron como rival a Internacional, con figuras como Diego Forlán y Andrés D'Alessandro, Matheus estuvo en cancha los 90 minutos pero fueron derrotados 2-1.
Concluyó el Gaúcho con 6 participaciones, de las cuales fue titular en 3. Grêmio fue eliminado en la semifinal por penales.
Para la segunda mitad del año, Vanderlei Luxemburgo dejó de ser el técnico y asumió Renato Gaúcho.
Debutó en la Serie A el 14 de julio en el Arena do Grêmio, por la fecha 7, ingresó al minuto 83 para enfrentar a Botafogo, tuvo como rival a Clarence Seedorf, que les convirtió un gol, pero gracias a un doblete de su compañero Eduardo Vargas ganaron 2-1 ante más de 28 000 personas.
El entrenador decidió colocarlo como titular al partido siguiente, en la fecha 8, jugaron contra Criciúma pero fue expulsado al minuto 23 por agredir un rival que lo provocó y perdieron 2 a 1.
Volvió a tener una oportunidad de mostrarse en la fecha 13, ya que ingresó al minuto 82 para enfrentar a Bahia, por primera vez compartió cancha con Guilherme Biteco en Serie A, en el último minuto le brindó una asistencia a su hermano, que transformó en su primer gol oficial y ganaron 3 a 0.
El 21 de agosto, debutó en la Copa de Brasil, fue contra Santos, ingresó en lo minutos finales pero fueron derrotados 1-0 con gol de Gabriel Barbosa.

## Selección nacional

### Trayectoria
Matheus fue parte de la selección de Brasil en las categorías juveniles sub-20 y sub-21.
Fue convocado por primera vez para entrenar con la sub-20, por el técnico Alexandre Gallo el 3 de mayo de 2013, a pesar de dar dos años de ventaja en la categoría. Jugaron una serie de amistosos contra clubes locales como preparación para jugar el Torneo Esperanzas de Toulon de 2013.
Viajó a Francia para jugar el torneo amistoso, le fue adjudicada la camiseta número 5. Debutó con Brasil el 29 de mayo de 2013, fue titular contra la sub-21 de Bélgica en el primer partido de la fase de grupos, tuvo como rivales a jugadores como Jordan Lukaku, Zakaria Bakkali y Yannick Ferreira Carrasco, ganaron 2 a 1. También fue titular en los dos siguiente juegos, contra México y Portugal, selecciones a las que derrotaron 1-0 y 2-0 respectivamente. Para el último partido de la fase de grupos, el entrenador no lo utilizó para que descanse y empataron 1-1 con Nigeria. Con 10 puntos, quedaron en primer lugar del grupo A, por lo que clasificaron a la final.
El partido por el título lo jugaron el 8 de junio en el Stade du Ray contra Colombia, Matheus fue titular y ganaron 1 a 0, lo que significó su primer título con la selección.
Su siguiente llamado fue el 26 de agosto, para jugar un amistoso contra la selección de Santa Catarina, como parte de los festejos del centenario del Clube Atlético Carlos Renaux. El 14 de septiembre jugaron el partido y ganaron 2 a 1.
El 14 de enero de 2014, fue convocado por Gallo para ser parte de una selección sub-21 de preparación a la selección olímpica y jugar un amistoso contra México.
Debutó con la sub-21 el 26 de enero, fue titular contra la selección mexicana y empataron 1 a 1.
Luego continuó el ciclo olímpico y estuvo presente en dos partidos amistosos de preparación, contra Guarani y Palmeiras.
El 22 de julio, fue convocado para defender la selección sub-20 en el Torneo internacional de la Alcudia. Jugaron en España, comenzaron con dos empates en la fase de grupos, pero luego mejoraron y lograron una serie de triunfos, contra China, Valencia y Argentina. Llegaron a la final, contra Levante, instancia en la que se coronaron campeones con un triunfo 0-2. Matheus estuvo presente en todos los partidos como capitán, disputó 6 juegos en 9 días y convirtió un gol.
Luego de su buen rendimiento con la sub-20, volvió a ser convocado para el ciclo olímpico el 18 de septiembre, para jugar dos amistosos en las fechas FIFA del mes siguiente.
El 11 de octubre de 2014, jugó como titular con la sub-21 contra la selección absoluta de Bolivia en el Arena Pantanal y ganaron 3 a 1. Dos días después, se enfrentaron a la selección olímpica de Estados Unidos, combinado al que derrotaron 3 a 0 en el Estadio Mané Garrincha.
En un principio, fue considerado para continuar con el ciclo olímpico y jugar un torneo sub-21 en China pero finalmente el entrenador cambió la convocatoria y no quedó, ya que se fueron llamados varios jugadores internacionales.
Fue citado por Alexandre Gallo en la lista preliminar de jugadores para participar del Sudamericano Sub-20 de 2015, en Uruguay. A pedido de Grêmio fue desconvocado, debido a una lesión que tuvo a fin de año. Brasil logró clasificar a la Copa Mundial Sub-20 de 2015.
Matheus comenzó el nuevo proceso de preparación luego del Sudamericano, fue llamado para jugar un torneo amistoso en Austria en abril de 2015. Pero no fue cedido para viajar debido a su recuperación, además regresó a su club desde Alemania, luego de estar a prueba en Hoffenheim, por lo que priorizaron su reincorporación a Grêmio.
A pesar de no tener actividad, fue convocado en la lista preliminar de jugadores para estar en el Mundial pero nuevamente una lesión lo apartó de poder jugar una competición oficial internacional de selecciones. Sus compañeros llegaron a la final, pero fueron fueron derrotados por Serbia en la prórroga.
Luego no volvió a ser citado en el proceso olímpico. En los Juegos Olímpicos de 2016 Brasil logró la medalla de oro en fútbol por primera vez en su historia.

### Participaciones en juveniles
En cursiva las competiciones no oficiales.
| Competición                                  | Sede    | Resultado | Partidos | Goles |
| -------------------------------------------- | ------- | --------- | -------- | ----- |
| Torneo Esperanzas de Toulon de 2013          | Francia | Campeón   | 4        | 0     |
| Valais Youth Cup Sub-20 de 2013              | Suiza   | Campeón   | 2        | 0     |
| Torneo internacional de COTIF Sub-20 de 2014 | España  | Campeón   | 6        | 1     |

### Detalles de partidos
| Con Brasil Sub-20 | Con Brasil Sub-20 | Con Brasil Sub-20    | Con Brasil Sub-20    | Con Brasil Sub-20   | Con Brasil Sub-20                      | Con Brasil Sub-20 | Con Brasil Sub-20 | Con Brasil Sub-20 | Con Brasil Sub-20 |
| N°                | Rival             | Resultado            | Fecha                | Lugar               | Competencia                            | Goles             | Asistencias       | Ref.              |                   |
| ----------------- | ----------------- | -------------------- | -------------------- | ------------------- | -------------------------------------- | ----------------- | ----------------- | ----------------- | ----------------- |
| 1                 | Bélgica           | 1:2 (1:0)            | 29 de mayo de 2013   | Hyères Francia      | Amistoso Torneo Esperanzas de Toulon   | -                 | -                 | 1                 |                   |
| 2                 | México            | 1:0 (0:0)            | 31 de mayo de 2013   | Nimes Francia       | Amistoso Torneo Esperanzas de Toulon   | -                 | -                 | 2                 |                   |
| 3                 | Portugal          | 2:0 (2:0)            | 2 de junio de 2013   | Aviñón Francia      | Amistoso Torneo Esperanzas de Toulon   | -                 | -                 | 3                 |                   |
| 4                 | Colombia          | 0:1 (0:1)            | 8 de junio de 2013   | Niza Francia        | Amistoso Torneo Esperanzas de Toulon   | -                 | -                 | 4                 |                   |
| 5                 | Egipto            | 1:0 (0:0)            | 12 de junio de 2013  | Le Bouveret · Suiza | Amistoso Valais Youth Cup              | -                 | -                 | 5                 |                   |
| 6                 | Ghana             | 1:1 (1:0) (4:3 pen.) | 15 de junio de 2013  | Le Bouveret · Suiza | Amistoso Valais Youth Cup              | -                 | -                 | 6                 |                   |
| 7                 | Catar             | 1:1 (1:1)            | 12 de agosto de 2014 | La Alcudia · España | Amistoso Torneo internacional de COTIF | -                 | -                 | 7                 |                   |
| 8                 | Ecuador           | 0:0                  | 14 de agosto de 2014 | La Alcudia · España | Amistoso Torneo internacional de COTIF | -                 | -                 | 9                 |                   |
| 9                 | China             | 4:0 (4:0)            | 16 de agosto de 2014 | La Alcudia · España | Amistoso Torneo internacional de COTIF | -                 | -                 | 9                 |                   |
| 10                | Valencia          | 3:1 (1:1)            | 17 de agosto de 2014 | La Alcudia · España | Amistoso Torneo internacional de COTIF | 70'               | -                 | 10                |                   |
| 11                | Argentina         | 2:1 (1:1)            | 18 de agosto de 2014 | La Alcudia · España | Amistoso Torneo internacional de COTIF | -                 | -                 | 11                |                   |
| 12                | Levante           | 0:2 (0:0)            | 20 de agosto de 2014 | La Alcudia · España | Amistoso Torneo internacional de COTIF | -                 | -                 | 12                |                   |

| Con Brasil Sub-21 | Con Brasil Sub-21 | Con Brasil Sub-21 | Con Brasil Sub-21     | Con Brasil Sub-21 | Con Brasil Sub-21 | Con Brasil Sub-21 | Con Brasil Sub-21 | Con Brasil Sub-21 | Con Brasil Sub-21 |
| N°                | Rival             | Resultado         | Fecha                 | Lugar             | Competencia       | Goles             | Asistencias       | Ref.              |                   |
| ----------------- | ----------------- | ----------------- | --------------------- | ----------------- | ----------------- | ----------------- | ----------------- | ----------------- | ----------------- |
| 1                 | México            | 1:1 (1:0)         | 26 de enero de 2014   | Santos · Brasil   | Amistoso          | -                 | -                 | 1                 |                   |
| 2                 | Bolivia           | 3:1 (1:0)         | 11 de octubre de 2014 | Cuiabá · Brasil   | Amistoso          | -                 | -                 | 2                 |                   |
| 3                 | Estados Unidos    | 3:0 (1:0)         | 13 de octubre de 2014 | Brasília · Brasil | Amistoso          | -                 | -                 | 3                 |                   |

## Estadísticas

### Clubes
Actualizado al 27 de noviembre de 2016.
Último partido jugado: Palmeiras 1 - 0 Chapecoense
| Grêmio · Brasil | 1ª            | 2013          | 11 | 0 | 6 | 0 | 1 | 0 | 0 | 0 | 18 | 0 |
| Grêmio · Brasil | 1ª            | 2014          | 18 | 0 | 2 | 0 | 1 | 0 | 0 | 0 | 21 | 0 |
| Grêmio · Brasil | Total club    | Total club    | 29 | 0 | 8 | 0 | 2 | 0 | 0 | 0 | 39 | 0 |
| Chapecoense · Brasil                                                                                                 | 1ª            | 2016          | 16 | 0 | - | - | 2 | 0 | 6 | 0 | 24 | 0 |
| Chapecoense · Brasil                                                                                                 | Total club    | Total club    | 16 | 0 | 0 | 0 | 2 | 0 | 6 | 0 | 24 | 0 |
| Total carrera | Total carrera | Total carrera | 45 | 0 | 8 | 0 | 4 | 0 | 6 | 0 | 63 | 0 |
| (1)Incluidos los datos de la Copa de Brasil (2013, 2014, 2016) (2)Incluidos los datos de la Copa Sudamericana (2016) |               |               |    |   |   |   |   |   |   |   |    |   |

### Selecciones
Actualizado al 13 de octubre de 2014.
Último partido jugado: Brasil 3 - 0 Estados Unidos
| Selección       | Temporada     | Continental | Continental | Mundial | Mundial | Amistosos | Amistosos | Total | Total |
| Selección       | Temporada     | Part.       | Goles       | Part.   | Goles   | Part.     | Goles     | Part. | Goles |
| --------------- | ------------- | ----------- | ----------- | ------- | ------- | --------- | --------- | ----- | ----- |
| Sub-20 · Brasil | 2013          | -           | -           | -       | -       | 6         | 0         | 6     | 0     |
| Sub-20 · Brasil | 2014          | -           | -           | -       | -       | 6         | 1         | 6     | 1     |
| Sub-20 · Brasil | Total sel.    | -           | -           | -       | -       | 12        | 1         | 12    | 1     |
| Sub-21 · Brasil | 2014          | -           | -           | -       | -       | 3         | 0         | 3     | 0     |
| Sub-21 · Brasil | Total sel.    | -           | -           | -       | -       | 3         | 0         | 3     | 0     |
| Total carrera   | Total carrera | -           | -           | -       | -       | 15        | 1         | 15    | 1     |

### Resumen estadístico
|                            | Partidos | Goles | Promedio |
| -------------------------- | -------- | ----- | -------- |
| Liga                       | 45       | 0     | 0,00     |
| Estatal                    | 8        | 0     | 0,00     |
| Copas nacionales           | 4        | 0     | 0,00     |
| Copas internacionales      | 6        | 0     | 0,00     |
| Selección de Brasil Sub-20 | 12       | 1     | 0,08     |
| Selección de Brasil Sub-21 | 3        | 0     | 0,00     |
| Total                      | 78       | 1     | 0,01     |

## Palmarés

### Títulos internacionales
| Título            | Equipo      | Sede            | Año  |
| ----------------- | ----------- | --------------- | ---- |
| Copa Sudamericana | Chapecoense | América del Sur | 2016 |